# Palito de cangrejo

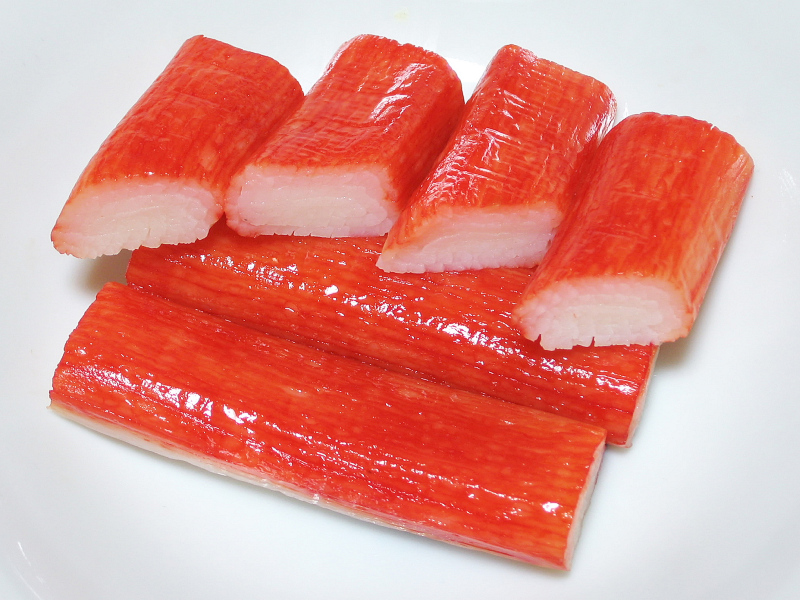
Palitos de cangrejo.

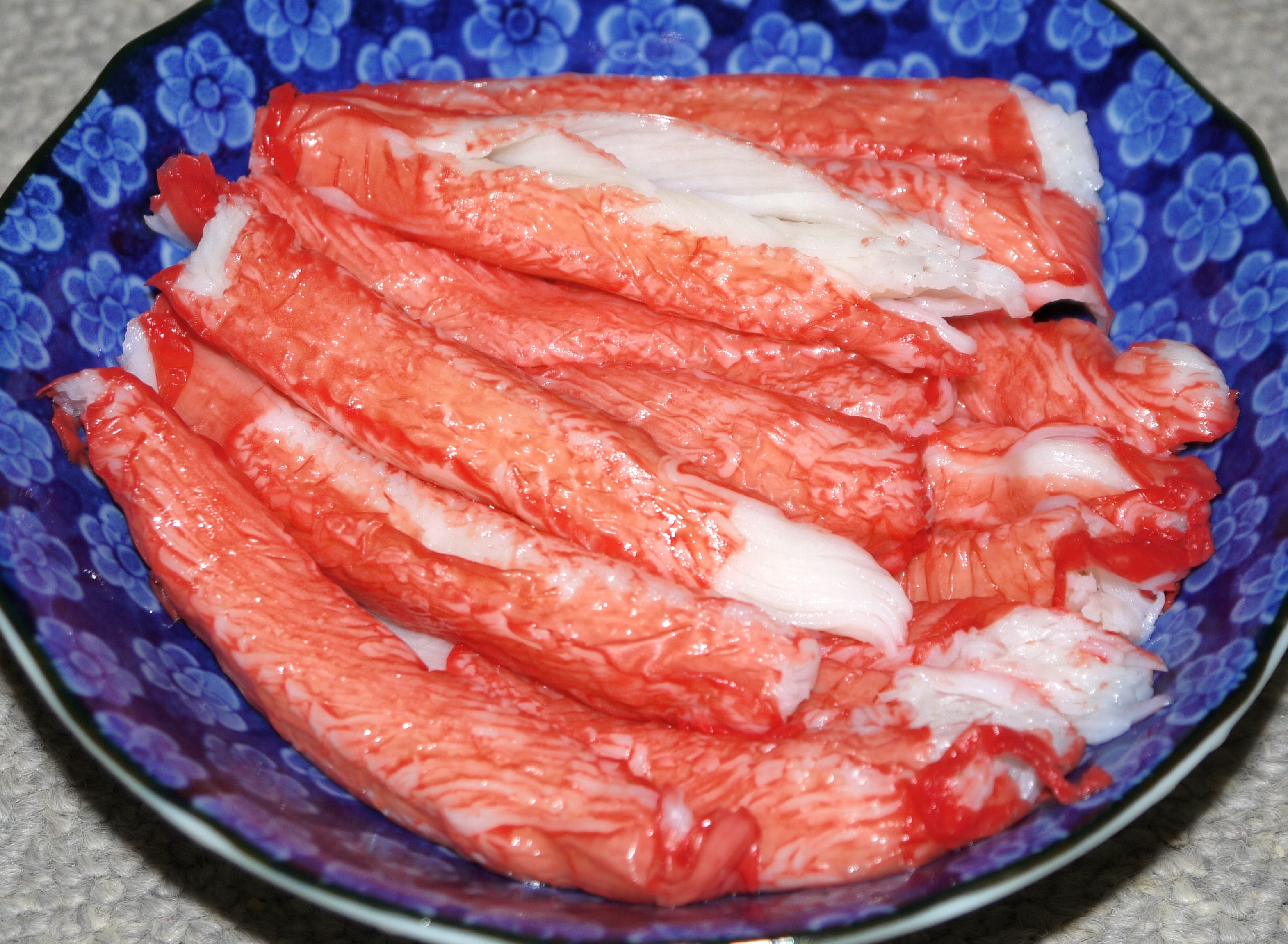
Sugiyo "Kaori-hako".

Los palitos de cangrejo, palitos de surimi , tronquitos de mar o kanikama (marca vulgarizada), son un tipo de alimento ultraprocesado elaborado a partir de surimi o carne de pescado blanco finamente picada y curada. Se da forma similar a la de las patas del cangrejo de nieve o a las patas del cangrejo gigante japonés.
En contra de la creencia popular, los palitos de cangrejo no contienen cangrejo alguno, por lo que sería incorrecto denominarlos «palitos de cangrejo» y su denominación correcta sería «palitos de surimi».
La empresa japonesa Sugiyo (スギヨ) produjo por primera vez los palitos de surimi en 1973, comercializándolos bajo el nombre Kanikama. De hecho, en varios países se usa este término para aludir a ellos de forma genérica.
Los palitos suelen colorearse de rojo o rojo amarillento, y tienen forma rectangular y alargada, pudiendo desmenuzarse en hebras pequeñas. El olor de los palitos es parecido al de otros productos de marisco, la textura es gomosa y el sabor ligeramente salado. Los palitos de surimi se cocinan durante el proceso de curado y puede comerse directamente del envase.
El ingrediente principal en la mayoría de los palitos es el abadejo de Alaska del Pacífico Norte.

## Usos
Un California roll es un rollo de sushi hecho con palito de cangrejo, aguacate y (a veces) pepino enrollados con semillas de sésamo por fuera. La cocina rusa tiene varias ensaladas preparadas con palitos de cangrejo, huevo, verdura y hierbas picadas juntas y condimentadas con mayonesa.
Los palitos de cangrejo se usan a menudo en ensaladas de marisco como un sustituto barato de la carne de cangrejo auténtica. Los sucedáneos de cangrejo de calidad suelen ser más bajos en colesterol que la carne de cangrejo auténtica, pero también están muy procesados. El sabor es vagamente parecido al del cangrejo al vapor.